# ユリオカ超特Q
ユリオカ超特Q（ユリオカ ちょうとっきゅう、1968年4月1日 - ）は、日本のお笑いタレント、漫談家。所属事務所はトルバ。漫才協会所属。本名、百合岡 英之（ゆりおか ひでゆき）。兵庫県城崎郡日高町（現：豊岡市）出身。スクールJCA2期生。

## 来歴
日高町立日高東中学校、兵庫県立豊岡高等学校、立命館大学産業社会学部卒業。その後ソニーPCL勤務を経て、1993年にスクールJCAへ2期生として入学。
JCA在学当初は、以前NSC大阪校に通っていた尼崎出身の同期生とコンビを組み、半年ほど関西弁の漫才を行っていた。そのコンビを解消後、当時のプロダクション人力舎社長であった玉川善治に「お前は一人だと無理だろうから相方を探せ。その間何もしないのも良くないから、相方が見つかるまでピンでやれ」とアドバイスを受けたことから漫談を始める。
卒業後、シティボーイズの大竹まことに弟子入りしデビュー。芸名の由来は本名の「百合岡 英之（ゆりおか ひでゆき）」と映画「バルカン超特急」から。ニックネームは「ユリQ」。活動当初はプロダクション人力舎に所属。その後移籍し、2007年9月末までASH&Dコーポレーション、2009年3月末までオイコーポレーション、2020年7月までトップ・カラーに在籍していた。2020年8月、タブレット純と共にトルバへ移籍した。2024年6月より漫才協会入会。

## 人物
- デビュー当初からずっと眼鏡を掛けており、1990年代後半から2000年代前半まではハンチング帽にベージュまたは黒色のジャケットという格好をする事が多かったが、現在はスキンヘッドにピンク色のスーツジャケットを羽織っている。
- 幼少時からの熱狂的なプロレスファンであり、高校時代までは日高町に隣接する豊岡市民体育館、八鹿町（現・養父市）体育館はもちろんの事、遠くは兵庫県立文化体育館や姫路市厚生会館で開催された興行まで観戦に行っていたという。大学入学直後に立命館大学プロレス同好会（RWF）旗揚げに参画。RWFが学生プロレス試合に打って出た後はリングアナウンサーとして活躍。そこで話術を鍛えたことにより、芸人の道を志すようになった。出渕誠（レイザーラモンRG）、棚橋弘至はRWFの後輩にあたる[3]。
- かつらをかぶると三谷幸喜そっくりになる。
- ギャグがすべることが多いことから、エレキコミックのやついやアンタッチャブル等、一部の後輩芸人から「スベQ」等といわれている。
- 長井秀和と仲が良く、1999年から2004年にかけて都内で定期的に二人によるライブ「同行二人」を開催していた他、文化放送のインターネットラジオにも二人でレギュラー出演していた。
- 同じくピン芸人として活動していたキングオブコメディ結成前の高橋健一にコンビ結成を持ち掛けるも、断られた[1]。
- 『Q会』と言うユリオカ超特Qと彼を慕う後輩達とで作られるサークルがある。『Qカード』と呼ばれるメンバーズカードがありイベントに参加すると『Q』の判子が押され9（Q）個集まると何かがあるらしい。入会金として999（QQQ）円必要である。イベント毎の参加費は各自持ちだと言う。ユリオカからはジュースなど軽いものなら奢ってくれるようだ。主なメンバーとして鳥居みゆき、岩見よしまさなど10名程度。
- 2008年3月6日、鳥居みゆきの番組に出演した際に空回りし、その日のブログも荒れたために以来GyaOジョッキー恐怖症となりその後のGyaO他番組からのオファーを断り続ける。1年経ち心の傷も癒えてきたとの事でに少しずつ出演し始める。
- 上記も含め、数度ブログが荒れたと感じた事が原因でコメント欄を封鎖した。それ以来トラウマとなり、二度とコメント欄は復活させないと固辞している。実際にはそれほど多数のコメントが書き込まれたわけではなかったが、本人の心の傷となっている。
- グラビアに造詣が深いことでも知られる[4]。
- 女性アイドルライターの自宅に泊まった際にオナニーをした、と2009年11月26日のラジオ番組エレ片のコント太郎で暴露された。そのネタは数年前に「スピードワゴンのキャラメル on the beach」に出演した時にも話されていた。
- R-1ぐらんぷり2010でサバイバルステージ（敗者復活）進出。
- 2010年7月、一般人女性と結婚した事をブログで発表。婚姻届の証人には普段モノマネしている藤波辰爾夫妻にサインをしてもらった事も明かしている。
- かつては漫才協会などの団体に所属していないため、東京の寄席に上がることは少なかったが、落語立川流の一門会興行（お江戸広小路亭など）に色物（漫談）として出演するや浅草東洋館などの特別興行にも出演することがあった。その後、2024年6月より漫才協会に入会したため、同協会の定席興行にも出演する事となった。
- 2013年9月、ツル多はげます会東京支部長に就任した[5]。

## 持ち芸
- 芸のつかみとして「らっしゃい！」と言って始まることが多い。さまざまなバリエーションがあり「千のらっしゃいを持つ男」とも自称する。国語辞典に記載されている事柄などの日本語の言葉にまつわる内容の芸をよく披露する。その内容は毒を秘めている事が多い。
- 芸能界屈指のプロレスファンであることからプロレスネタも豊富で、よくネタ中に藤波辰爾の「へへ、へへ、へへ」と発音するプロレスラー独特の呼吸法物真似を披露する。他に天龍源一郎や金本浩二などのものまねもできる。その縁もあってみちのくプロレス中継にゲスト出演した際にものまねが好評で、その後実況を任されるまでに至る。
- 一芸の最後には「超特Qという名のお笑いスーパーエクスプレス、そろそろ発車の時刻が来たようです!」と言って「おまじない大百科」のような本からおまじないをひとつ紹介して終わる。
- 「ハゲラップ」を始め、髪の毛に関するネタが多い。2005年3月、NHK『爆笑オンエアバトル』の第7回チャンピオン大会セミファイナルで、Dragon Ash『Grateful Days』をBGMに初披露。結果は9位でファイナル進出とはならなかったが、このネタを見ていた番組ディレクターは「ある意味、賞賛に値する」と評価した。その後、地元の豊岡市で単独ライブを行った際に観客からの「すべったんだからやめとき」との声を無視して再び披露したが、やはり白けてしまったという。2005年11月にアレンジを変え、『HAGE=RAP〜ハゲ革命★始まりの合図〜』としてポリスターからCD化された。PVにはカツラボクサー小口雅之が出演している。

## 出演作品

### テレビ
- AHERA（テレビ朝日)
- 爆笑オンエアバトル（NHK総合）戦績20勝7敗 最高505KB ゴールドバトラー認定
  - 出場したピン芸人の中では通算出場回数（27回）と通算オンエア回数（20回）が最も多い。
  - 地方収録回に出場する事が極めて多く、全出場回数の1/3が地方収録回への出場（9回）であった。これはダンディ坂野の10回に次いで2番目に多い記録となっている。なお、連勝記録が通算4回止まった事があるが、その内3回は地方収録回で連勝が止まってしまっている[6]。
    - 第3回チャンピオン大会 セミファイナル6位敗退
    - 第4回チャンピオン大会 セミファイナル7位敗退
    - 第5回チャンピオン大会 ファイナル5位敗退
    - 第7回チャンピオン大会 セミファイナル9位敗退
- 第54回NHK紅白歌合戦（NHK総合）はなわ・テツandトモの応援
- プロ格KING（GAORA）※実況担当 - 旧・みちのくルチャTVとルチャリブレAAAなどが統合された番組
- 女闘美X（MONDO21）※他MONDO21の番組に多数出演
- とんねるずのみなさんのおかげでした（フジテレビ系）「博士と助手〜細かすぎて伝わらないモノマネ選手権〜」内
- エンタの神様・エンタの天使第14回（日本テレビ系）　キャッチコピーは「しゃべりのスーパーエクスプレス」
- ゼベック・オンライン （TOKYO MX、2005年1月10日）
- 科学忍者隊ガッチャピン（BSフジ）ナレーション
- どハッスル!!（テレビ東京）
- 雨上がり決死隊のトーク番組アメトーーク!（テレビ朝日、2009年9月3日&10日、2010年1月7日）俺達のプロレスオールスター戦
- 壇蜜のエプロンディナー（アイドル専門チャンネルPigoo、2012年10月-）競演:壇蜜
- 新日本プロレス大作戦（FIGHTING TV サムライ、2013年10月-）
- 三又ノ番組（東日本放送）
- 日曜劇場「99.9-刑事専門弁護士- SEASON II」第4話（2018年2月4日、TBS） - 岩村直樹 役[7]
- 時効警察はじめました（テレビ朝日、2019年） ‐ ユリオカ超超特Q 役
- くりぃむナンタラ（テレビ朝日、2022年12月25日・2023年8月2日）「新日本プロレスクイズ 間違えたら即ファン引退SP」

この他、パラダイステレビでも番組を持っていた。

### ラジオ
- 大竹まこと 少年ラジオ（文化放送）
- 大竹まこと ゴールデンラジオ!（文化放送）
- ユリオカ超特Qのらっしゃい!Radio!（エフエムみしま・かんなみ）

### インターネット
- 鳥居みゆきの社交辞令でハイタッチ (GyaOジョッキー 2008年3月6日)
- カンニングの恋愛中毒 (GyaOジョッキー)
- B級Cool Japan (あっ!とおどろく放送局、2011年1月18日-5月10日)
- 2012年2月14日神取忍率いるLLPW-Xが道場からインターネット生放送（ワールドネットTV,ニコニコ生放送、同時生中継）をしたときに綾川ゆんまおと司会を務めた。
- ぶるぺん（2018年6月、GYAO!）[8]
- 2020年5月「俺たちの！オンラインプロレストークナイト」で司会を務めた。（ゲスト：ダゼー ・ファンクJr.）
- 2020年7月「黒潮“イケメン”二郎とジャイアント馬場バルで飲み会」にゲスト出演（他ゲスト：立花誠吾、元井美貴、ダゼー ・ファンクJr.）

### 映画
- 電エースカオス（2023年12月22日、エクストリーム）[9]

### CM
- ドラッグセイムス

## 作品集

### 著書
- 僕たち、プロレスの味方です（2010年11月21日）- 双葉社から出版された、ケンドーコバヤシとの共著作品

### CD
- HAGE=RAP～ハゲ革命★始まりの合図～（2005年11月30日、MTCD-5010）
  - ポリスターから発売された4曲入りシングル。
  - HAGE=RAP～ハゲ革命★始まりの合図～／恋のおまじなISM／HAGE=RAP～ハゲ革命★始まりの合図～ inst／ユリオカ超特Qのテーマ